# オート＝コルス県
オート＝コルス県 (オート＝コルスけん、Haute-Corse、直訳: 上コルシカ県、コルシカ語: Cismonte) は、フランス・コルシカ島（コルス島）の北側、ほぼ島の半分を占める県(デパルトマン)である。県庁所在地は、県北部のバスティア。
なお、2018年1月より、コルシカ島においては県が廃止され、県議会（conseil général）、および県庁（préfecture）の権限、機能は、コルシカ島全体を統括するコルス地方公共団体（Collectivité de Corse）に移されている。ただし、オート=コルスの呼称は現在も旧県領域（circonscription départementale)として使用されている。

## 歴史

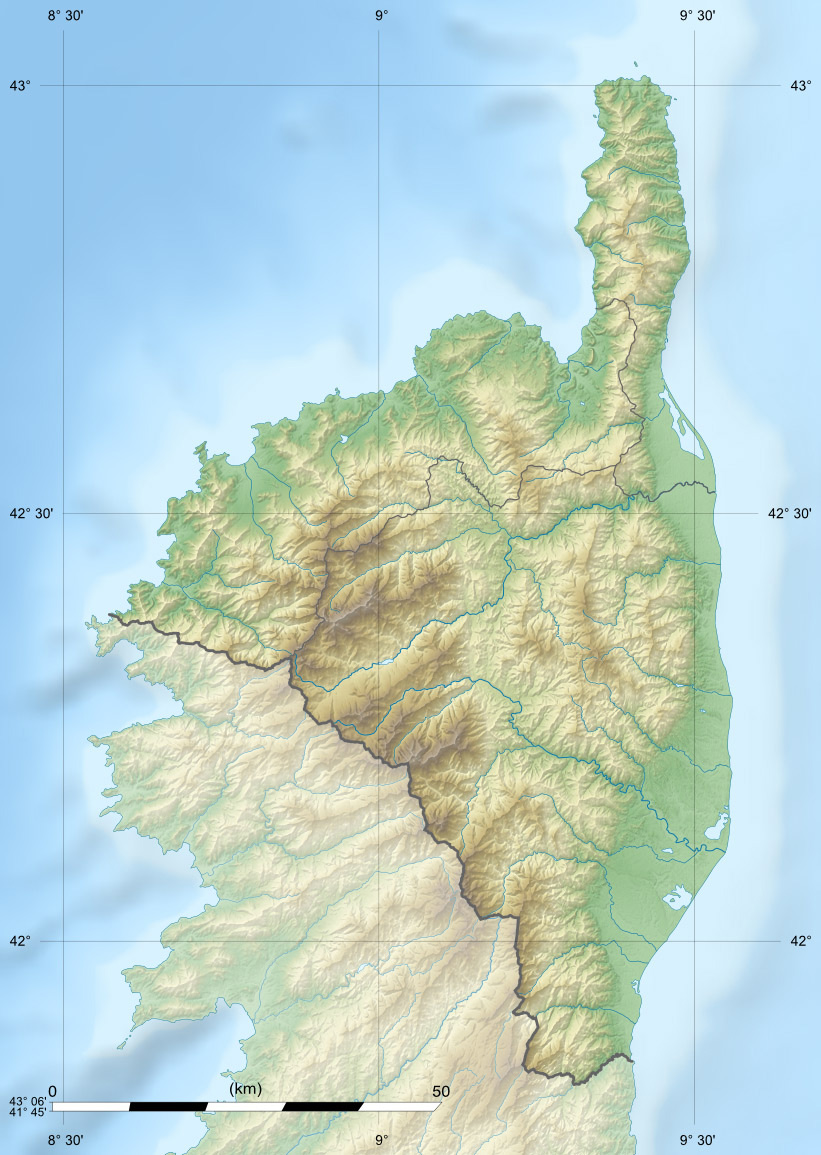
地形図

島の南半分にあるコルス＝デュ＝シュド県と併せ「コルス県」と称していたが、1976年1月1日に分割されたことにより、このオート＝コルス県が誕生した。

## ギャラリー

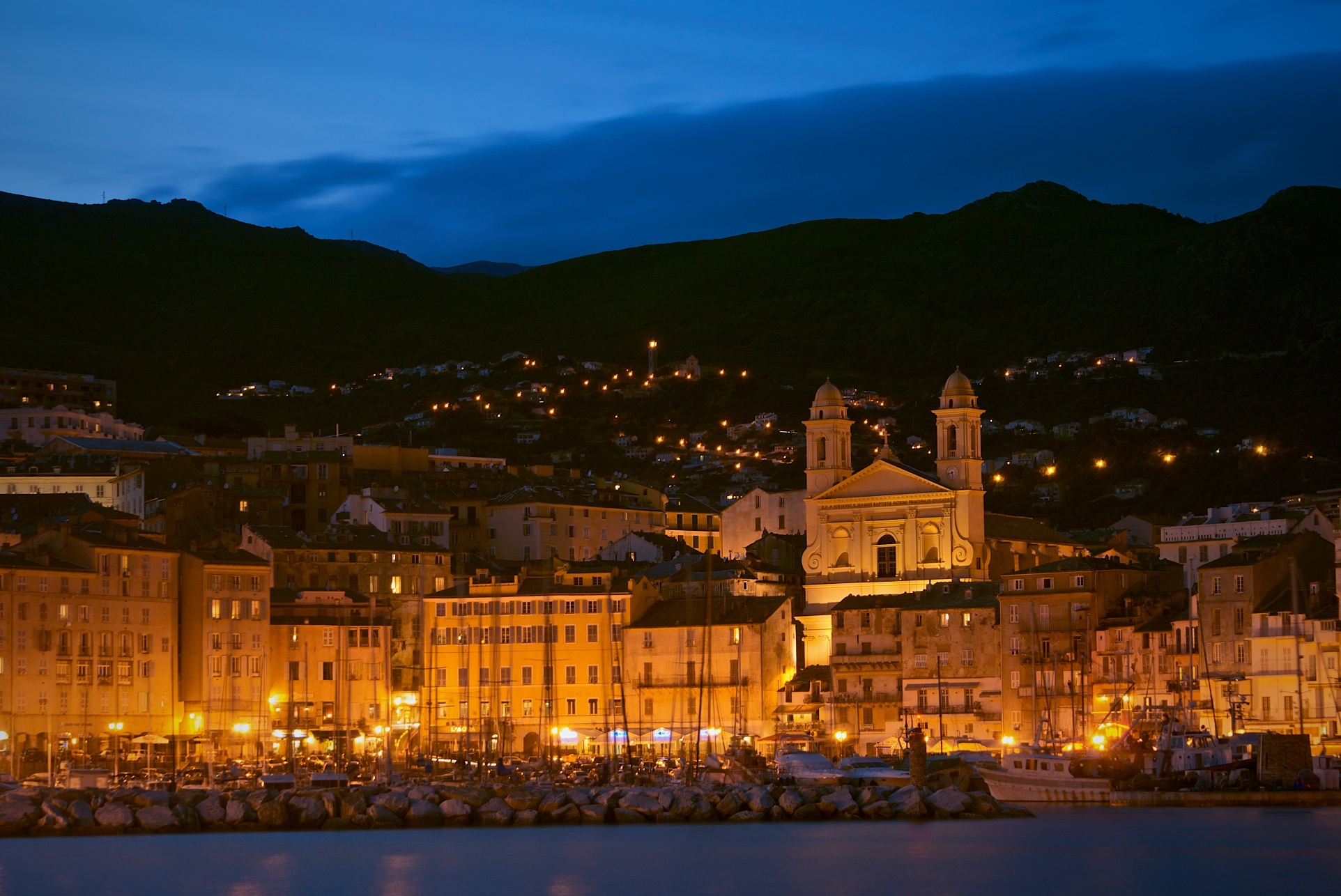
バスティア
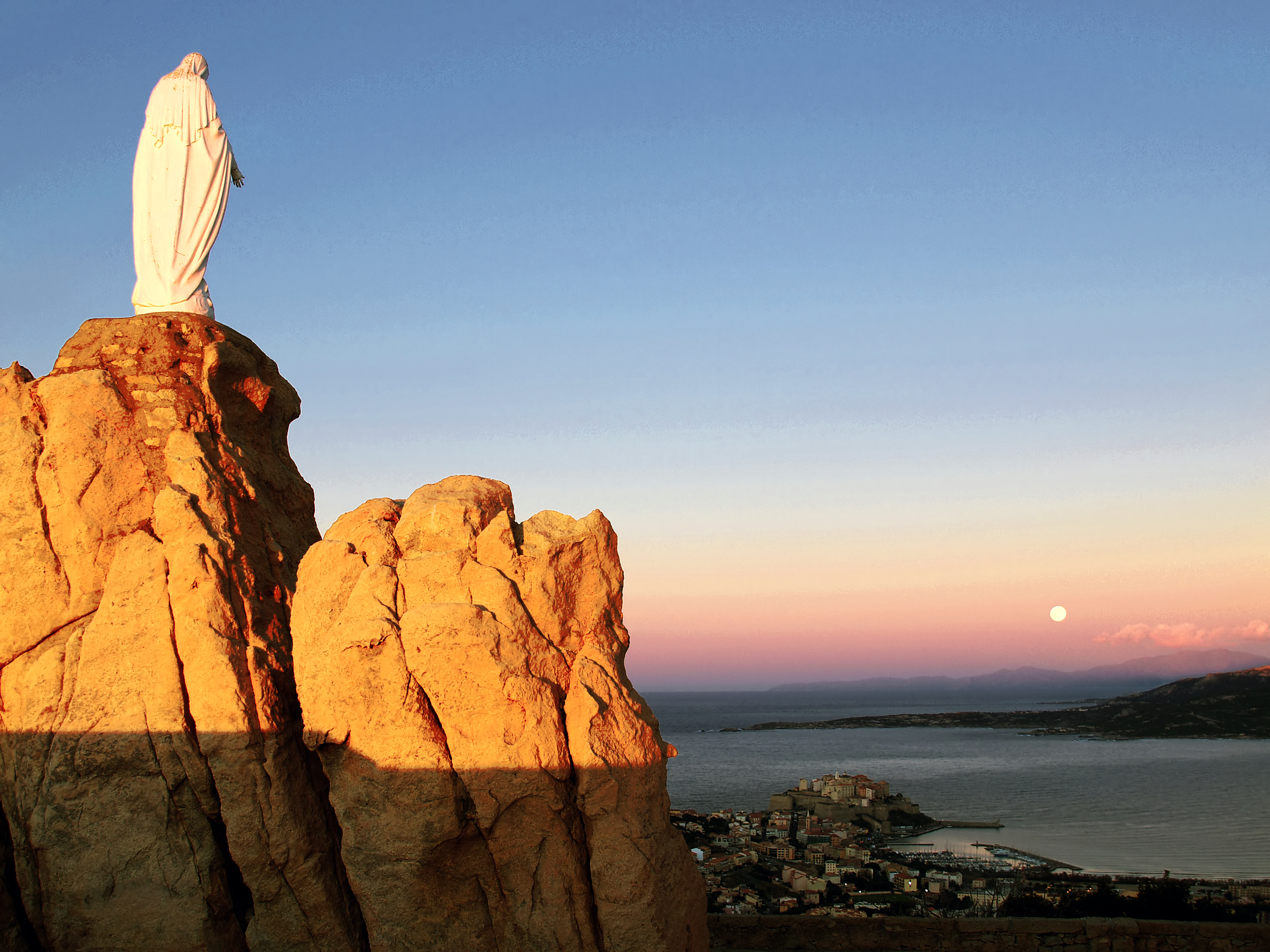
ノートルダム・ド・ラ・セラから見たカルヴィ
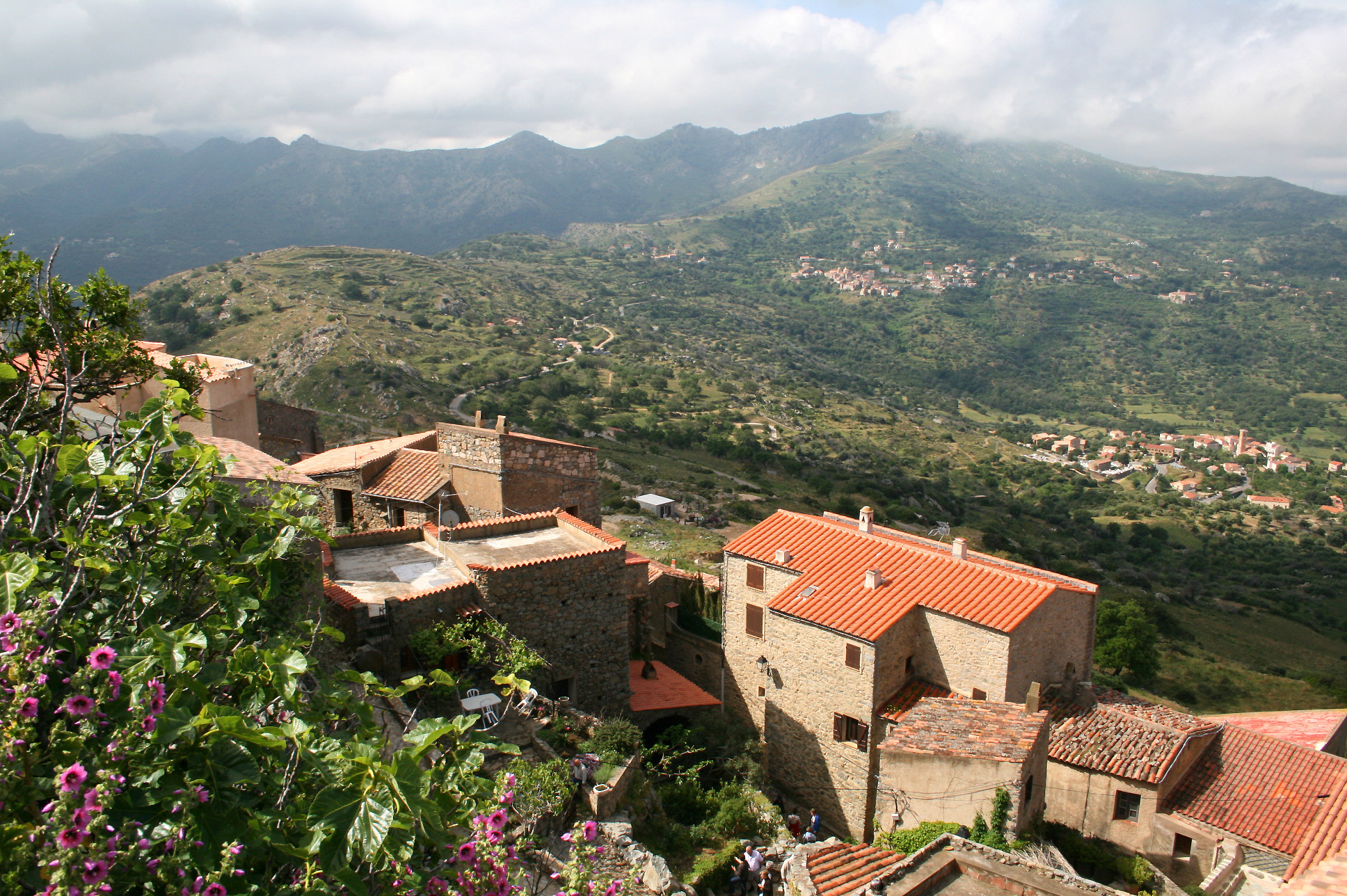
フランスの最も美しい村のひとつであるサンタントニノ
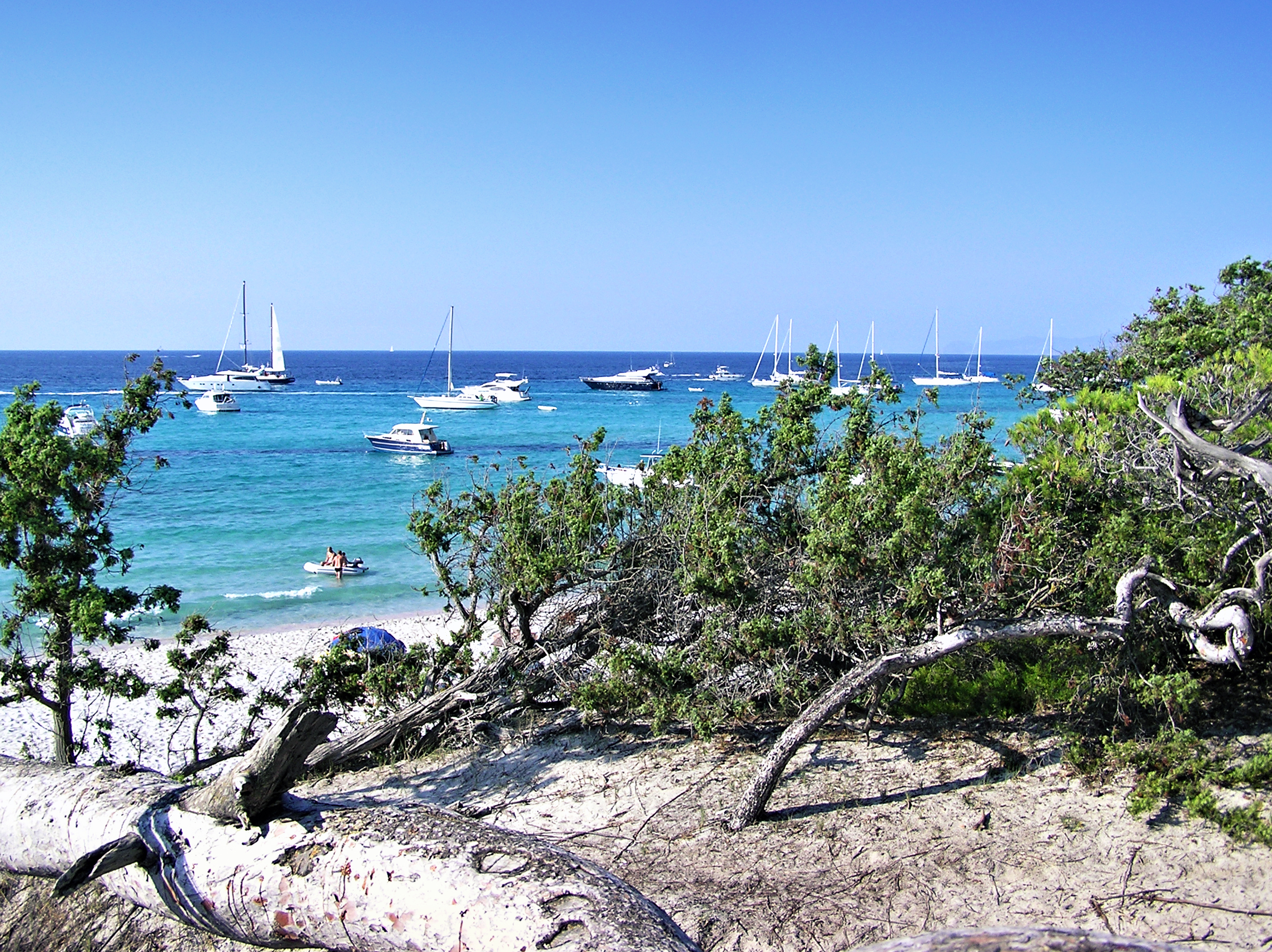
アグリテス砂漠
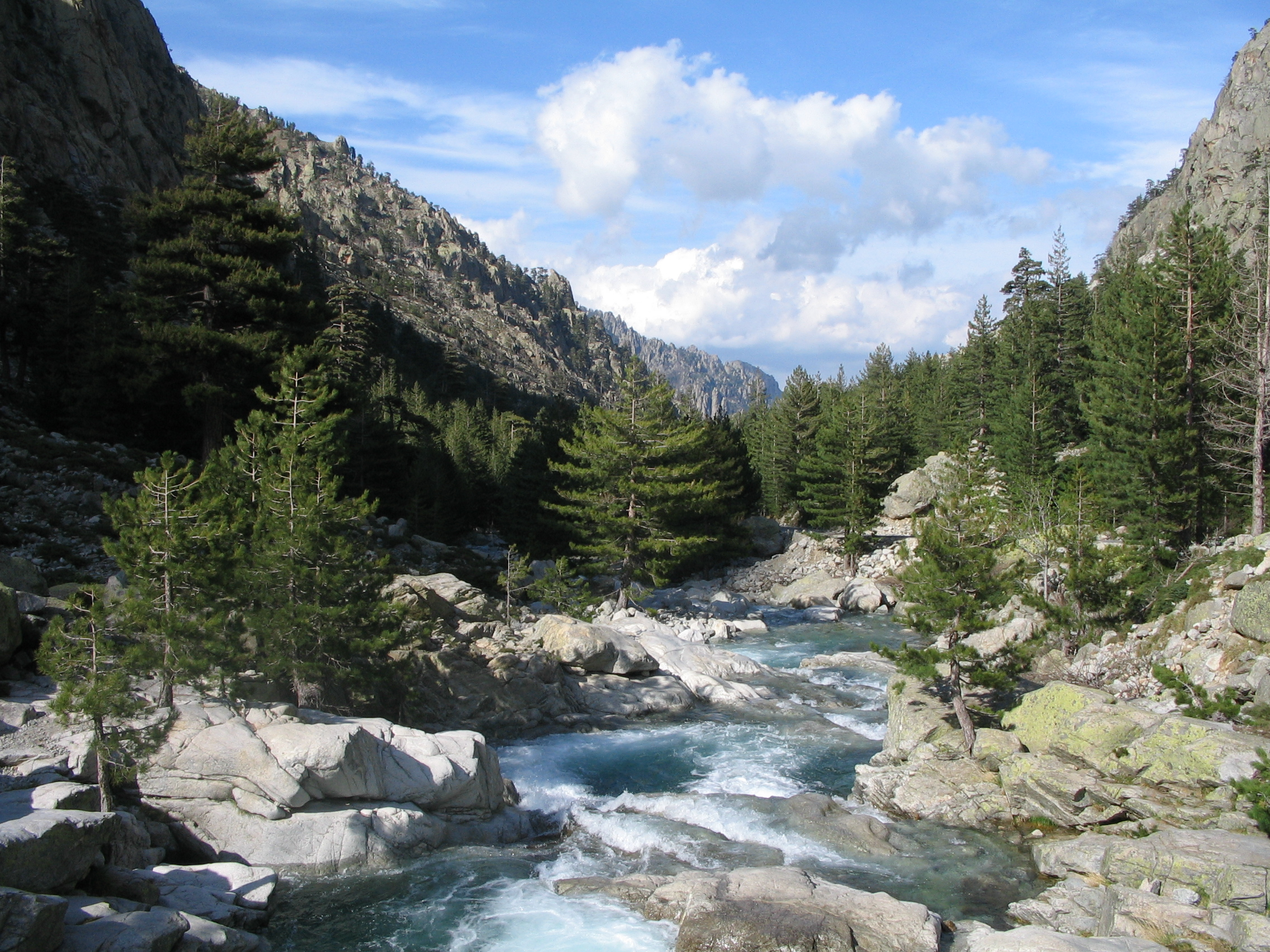
レストニカ渓谷